# Krípke
Krípke (en (ucraïnès): Кріпке) és un poble de la República Autònoma de Crimea a Ucraïna, que el 2014 tenia 311 habitants. Pertany al districte rural de Krasnoperekopsk.